# Gauliga Elsass 1943-1944
Navigation
Gauliga Elsaß
1942-1943 Gauliga Elsaß
1944-1945
Le championnat 1943-1944 de Gauliga Elsaß est la quatrième édition de la Gauliga Elsaß. Elle a vu la consécration du FC Mülhausen 93 pour la troisième fois de son histoire.

## Les dix clubs participants
| \| Rasen SC Straßburg SG SS Straßburg SC Schiltigheim FC Hagenau FK Mars Bischheim FC Mülhausen 93 SpVgg Kolmar FC Kolmar SC Schlettstadt 06 TuS Schweighausen FC Hüningen \| Localisation des clubs. |
| Rasen SC Straßburg SG SS Straßburg SC Schiltigheim FC Hagenau FK Mars Bischheim FC Mülhausen 93 SpVgg Kolmar FC Kolmar SC Schlettstadt 06 TuS Schweighausen FC Hüningen                               |

| Club                           | Nom germanisé      | Classement 1942-1943 | Provenance  |
| ------------------------------ | ------------------ | -------------------- | ----------- |
| FC Mulhouse                    | FC Mülhausen 93    | 1er                  | Division 2  |
| RC Strasbourg                  | Rasen SC Straßburg | 2e                   | Division 1  |
| Red Star Strasbourg            | SG SS Straßburg    | 3e                   | DH Alsace   |
| SR Colmar                      | SpVgg Kolmar       | 4e                   | Division 2  |
| SC Schiltigheim                | -                  | 5e                   | DH Alsace   |
| FC Haguenau                    | FC Hagenau         | 6e                   | DH Alsace   |
| SC Sélestat                    | SC Schlettstadt 06 | 7e                   | Bezirksliga |
| FC Colmar                      | FC Kolmar          | 8e                   | DH Alsace   |
| FC 1920 Schweighouse-sur-Moder | TuS Schweighausen  | 1er (Basse-Alsace)   | Bezirksliga |
| FC Huningue                    | FC Hüningen        | 1er (Haute-Alsace)   | Bezirksliga |

## Classement final
Le FC Mülhausen 93 termine premier du championnat.
| Rang | Équipe             | Pts | J  | G  | N | P  | Bp  | Bc | Diff |
| ---- | ------------------ | --- | -- | -- | - | -- | --- | -- | ---- |
| 1    | FC Mülhausen 93    | 35  | 18 | 17 | 1 | 0  | 113 | 10 | +103 |
| 2    | SG SS Straßburg    | 24  | 18 | 11 | 2 | 5  | 61  | 36 | +25  |
| 3    | FC Hüningen        | 24  | 18 | 11 | 2 | 5  | 51  | 33 | +18  |
| 4    | SpVgg Kolmar       | 22  | 18 | 10 | 2 | 6  | 45  | 26 | +19  |
| 5    | FC Hagenau         | 18  | 18 | 8  | 2 | 8  | 31  | 46 | -15  |
| 6    | Rasen SC Straßburg | 17  | 18 | 6  | 5 | 7  | 25  | 36 | -11  |
| 7    | FC Kolmar          | 13  | 18 | 4  | 5 | 9  | 25  | 42 | -17  |
| 8    | SC Schiltigheim    | 13  | 18 | 5  | 3 | 10 | 19  | 59 | -40  |
| 9    | TuS Schweighausen  | 8   | 18 | 3  | 2 | 13 | 21  | 58 | -37  |
| 10   | SC Schlettstadt 06 | 6   | 18 | 2  | 2 | 14 | 17  | 62 | -45  |

Légende
- Champion de Gauliga, qualifié pour le championnat national
- Vice-Champion de Gauliga
- Relégués en Bezirksliga 1944-1945

## Championnat d'Allemagne
En tant que champion de la Gauliga Elsaß 1943-1944, le FC Mülhausen 93 disputa le championnat d'Allemagne de football 1943-1944. Après avoir battu Kickers Offenbach (4-2 au premier tour), il est battu en huitièmes-de-finale par le KSG Saarbrücken (5-3).